# Gagragebergte
Het Gagragebergte (Georgisch: გაგრის ქედი, Russisch: Гагрский хребет; Gagrski chrebet) is een bergketen van de Grote Kaukasus in de de facto onafhankelijke republiek Abchazië van Georgië. De keten loopt in een min of meer noord-zuidelijke richting tussen de valleien van de Bzipi en de Psou ten zuiden van de Grote Kaukasus. Met 3.357 meter is de Agepsta de hoogste piek van het Gagragebergte.
Nabij de stad Gagra loopt de bergketen uit op de Zwarte Zee en vormt daar een belangrijke klimaatsbepalende factor door het weren van de koude landwinden uit het noorden en oosten.
Het Gagragebergte is hoofdzakelijk opgebouwd uit kalksteen, met duidelijk zichtbare karstverschijnselen en wordt gekenmerkt door de vele diepe door rivieren gevormde kloven. Het Arabikamassief is een van de grootste karst-massieven in Georgië. In dit massief bevinden zich de drie diepste grotten van de wereld, waarvan de Kroeberagrot de diepste is. Op de berghellingen van het Gagragebergte groeien loofbomen en naaldbomen en bevinden zich subalpiene en alpiene graslanden.
Langs het gebergte en de rivieren Bzipi, Loepsjara en Gega loopt de hoofdweg naar het Ritsameer.